# Liste du patrimoine immobilier classé de Houffalize
Cette page regroupe l'ensemble du patrimoine immobilier classé de la ville belge de Houffalize.
| Objet | Année de construction / Architecte | Adresse        | Section communale | Coordonnées                      | Numéro d’inventaire | Illustration |
| --- | ---------------------------------- | -------------- | ----------------- | -------------------------------- | ------------------- | --- |
| Église Sainte-Catherine |                                    |                |                   | 50° 08′ 00″ nord, 5° 47′ 20″ est | 82014-CLT-0001-01   | Église Sainte-Catherine |
| Ancien cimetière désaffecté attenant à l'église Sainte-Catherine |                                    |                |                   | 50° 08′ 00″ nord, 5° 47′ 20″ est | 82014-CLT-0002-01   | Ancien cimetière désaffecté attenant à l'église Sainte-Catherine                                                               |
| Tour de l'ancienne église Saint-Urbain de Dinez, pierres tombales, ancienne cuve des fonts baptismaux et mur d'enceinte de l'ancien cimetière de Mont-lez-Houffalize (M) et l'ensemble formé par l'église, les monuments, le cimetière et les terrains environnants (S) |                                    | Dinez          | Mont              | 50° 10′ 07″ nord, 5° 46′ 08″ est | 82014-CLT-0003-01   | Église Saint-Urbain de Dinez, cimetière et terrains environnants                                                               |
| Chapelle Notre-Dame de Forêt (M) et ensemble formé par cette chapelle et les terrains environnants (S) |                                    |                |                   | 50° 09′ 05″ nord, 5° 48′ 21″ est | 82014-CLT-0004-01   | Image manquanteTéléverser |
| Site du Hérou (méandres de l'Ourthe) (+ La Roche-en-Ardenne/Ortho (Nisramont)) |                                    |                |                   | 50° 08′ 57″ nord, 5° 38′ 54″ est | 82014-CLT-0005-01   | Site du Hérou (méandres de l'Ourthe) (+ La Roche-en-Ardenne/Ortho (Nisramont))                                                 |
| Tour et abside de l'ancienne église Sainte-Marguerite (M) et ensemble formé par les parties subsistantes de ladite église, le cimetière et son mur de clôture (S) |                                    |                | Ollomont          | 50° 09′ 21″ nord, 5° 40′ 39″ est | 82014-CLT-0006-01   | Église Sainte-Marguerite, cimetière et mur de clôture                                                                          |
| Église Saint-Remy |                                    |                | Tavigny           | 50° 06′ 30″ nord, 5° 50′ 16″ est | 82014-CLT-0008-01   | Église Saint-Remy |
| Château de Tavigny |                                    |                | Tavigny           | 50° 06′ 31″ nord, 5° 50′ 22″ est | 82014-CLT-0011-01   | Château de Tavigny |
| Presbytère d'Ollomont (façades et toitures) (M) et ensemble formé par cet édifice et ses abords (S) |                                    |                |                   | 50° 09′ 22″ nord, 5° 40′ 39″ est | 82014-CLT-0012-01   | Image manquanteTéléverser |
| Tunnel de Bernistap, y compris le puisard (M) et ensemble formé par le tunnel et ses abords (S) |                                    |                | Tavigny           | 50° 06′ 16″ nord, 5° 52′ 11″ est | 82014-CLT-0013-01   | Tunnel de Bernistap |
| Ferme Jacqmin sise à Filly, n°4 (intérieur et extérieur) et ses annexes (les façades et toitures et le four à pain qu'elles abritent) (M) et l'ensemble formé par ces bâtiments et les terrains environnants (S). |                                    | Filly n°4      |                   | 50° 08′ 48″ nord, 5° 41′ 39″ est | 82014-CLT-0014-01   | Image manquanteTéléverser |
| Frêne et ses abords à Mont |                                    | Mont           |                   | 50° 09′ 15″ nord, 5° 46′ 04″ est | 82014-CLT-0015-01   | Image manquanteTéléverser |
| Chapelle Saint-Jacques, mur d'enceinte du cimetière et croix funéraires en schiste (M) et ensemble formé par la chapelle et les terrains environnants (S) | 1700                               | Fontenaille    | Mont              | 50° 09′ 31″ nord, 5° 47′ 19″ est | 82014-CLT-0016-01   | Image manquanteTéléverser |
| Presbytère de Sommerain : totalité de l'édifice et le mur de clôture avec l'entrée à rue (M) et l'ensemble formé par le presbytère et les terrains environnants (S) |                                    |                |                   | 50° 09′ 35″ nord, 5° 48′ 55″ est | 82014-CLT-0017-01   | Image manquanteTéléverser |
| Cimetière de Cowan (murailles d'enceinte et les 25 croix funéraires anciennes) (M) et l'ensemble formé par le cimetière (S) |                                    |                |                   | 50° 06′ 44″ nord, 5° 48′ 27″ est | 82014-CLT-0018-01   | Image manquanteTéléverser |
| Les façades et les toitures de la maison Wilkin, n°31 à Ollomont (M) et l'ensemble formé par cette maison, le jardinet qui en dépend et l'espace public attenant avec le frêne qui y croît et qui constitue une extension de classement du site formé par la tour et l'abside de l'ancienne église Ste-Marguerite, le cimetière et son mur de clôture, déjà classé par l'arrêté du Régent du 11 octobre 1948 (S) |                                    | n°31, Ollomont |                   | 50° 09′ 21″ nord, 5° 40′ 39″ est | 82014-CLT-0019-01   | maison Wilkin |
| L'église Saint-Blaise, y compris les croix et les murs de clôture du cimetière | ~1700                              | Vellereux      |                   | 50° 05′ 45″ nord, 5° 43′ 21″ est | 82014-CLT-0020-01   | Image manquanteTéléverser |
| Ferme attenante au château de Tavigny |                                    | 32             | Tavigny           | 50° 06′ 30″ nord, 5° 50′ 18″ est | 82014-CLT-0021-01   | Ferme attenante au château de Tavigny                                                                                          |
| Fange du Grand Passage (+ VIELSALM/Bihain) |                                    |                |                   | 50° 13′ 57″ nord, 5° 44′ 54″ est | 82014-CLT-0022-01   | Image manquanteTéléverser |
| Ensemble formé par le site du Cheslé et le val de l'Ourthe entre Naboge et Nisramont (S) et la fortification du Cheslé de Bérisménil et des anciens chemins ainsi que l'ensemble du méandre de l'Ourthe jusqu'à la rivière, y compris le bief d'irrigation du pré Baltazar (XVIIIe siècle) prenant naissance à la pointe sud et longeant la berge ainsi que le lit de la rivière à la hauteur du gué de Hache (SA). De plus, établissement de deux zones de protection (zone de Basse-Noupré et zone de Sasseux et Les Houba) (ZP) (+ La Roche-en-Ardenne/Samrée et Ortho) |                                    |                |                   | 50° 10′ 12″ nord, 5° 38′ 43″ est | 82014-CLT-0023-01   | site du Cheslé et le val de l'Ourthe                                                                                           |
| Le Site du Hérou (méandres de l'Ourthe) (+ La Roche-en-Ardenne/Ortho (Nisramont)) |                                    |                |                   | 50° 08′ 57″ nord, 5° 38′ 54″ est | 82014-PEX-0001-04   | Le Site du Hérou (méandres de l'Ourthe) (+ La Roche-en-Ardenne/Ortho (Nisramont))                                              |
| L'ensemble formé par le tunnel de Bernistap et ses abords |                                    |                | Tavigny           | 50° 06′ 24″ nord, 5° 51′ 44″ est | 82014-PEX-0002-01   | Tunnel de Bernistap et abords                                                                                                  |
| La fange du Grand Passage (+ VIELSALM/Bihain) |                                    |                |                   | 50° 13′ 57″ nord, 5° 44′ 54″ est | 82014-PEX-0003-01   | Image manquanteTéléverser |
| L'ensemble formé par le site du Cheslé et le val de l'Ourthe entre Naboge et Nisramont (+ La Roche-en-Ardenne/Samrée et Ortho) |                                    |                |                   | 50° 10′ 12″ nord, 5° 38′ 43″ est | 82014-PEX-0004-04   | L'ensemble formé par le site du Cheslé et le val de l'Ourthe entre Naboge et Nisramont (+ La Roche-en-Ardenne/Samrée et Ortho) |